# Mad, Bad, and Dangerous to Know
Mad, Bad, and Dangerous to Know — третий студийный альбом британской поп-рок-группы Dead or Alive. Выпущен в декабре 1986 года на лейбле Epic Records, продюсировался командой Stock Aitken Waterman. Альбом не пользовался большой популярностью, тем не менее некоторые песни, такие как «Brand New Lover», «Something In My House» и «I’ll Save You All My Kisses» стали хитами.
На песню «Something In My House» Сергей Минаев сделал русскоязычную кавер-версию под названием «Кто стучится на мой хаус?», вошедшую в его альбом Радио «Абракадабра» (1987).

## Список композиций
Слова и музыка всех песен — Dead or Alive.
| №  | Название                      | Длительность |
| -- | ----------------------------- | ------------ |
| 1. | «Brand New Lover»             | 5:19         |
| 2. | «I'll Save You All My Kisses» | 3:35         |
| 3. | «Son of a Gun»                | 4:18         |
| 4. | «Then There Was You»          | 3:44         |
| 5. | «Come Inside»                 | 4:29         |
| 6. | «Something In My House»       | 7:21         |
| 7. | «Hooked On Love»              | 3:55         |
| 8. | «I Want You»                  | 4:14         |
| 9. | «Special Star»                | 4:12         |

## Хит парады
| Год  | Хит-парад                | Высшая позиция |
| ---- | ------------------------ | -------------- |
| 1987 | Billboard Top 200 (США)  | 52             |
| 1987 | Альбомы в Великобритании | 27             |